# Гаджини, Доменико
Доме́нико Гаджи́ни (итал. Domenico Gagini; ок. 1420, Биссоне, Тичино — 29 сентября 1492, Палермо, Сицилия) — итальянский скульптор, член большой художественной семьи, многие представители которой были скульпторами и живописцами, работавшими в период Средневековья и итальянского Возрождения. Первыми известными представителями семейства был дед Доменико Бельтраме Гаджини, а также три его сына — Пьетро (отец Доменико), Джованни и Паче.

## Биография
Доменико Гаджини, сын Пьетро, был родом из италоязычного кантона Тичино, на территории современной Швейцарии. По сведениям Джорджо Вазари будущий скульптор учился во Флоренции у Филиппо Брунеллески. Антонио Филарете в «Трактате об архитектуре» (1465) сообщaл о «Доменико из озера Лугано, ученике Пиппо ди Сера Брунеллески». Пребывание Доменико Гаджини во Флоренции, вероятно, продолжалось с 1444 по 1446 год; в этот период у него была возможность восхищаться работами Донателло, но прежде всего произведениями Лоренцо Гиберти, чей стиль был более близок его позднеготическому обучению.
Доменико стал первым скульптором своей семьи, добившийся значительного успеха. В 1447 году он приехал в Геную, где ему было поручено проектировать капеллу Сан-Джованни-Баттиста (святого Иоанна Крестителя) в соборе Сан-Лоренцо. В 1457 году он был одним из придворных скульпторов короля Альфонса Арагонского в Неаполе. Он женился на Сопране де Савиньоне, от которой у него был сын Джованни Гаджини, а во втором браке с Катериной у него родился второй сын Антонелло. Окончательно обосновавшись в Палермо в 1463 году, где он оставался до своей смерти в 1492 году, Доменико создал большую мастерскую и стал основателем потомственной семьи сицилийских скульпторов и архитекторов Гаджини.
Доменико Гаджини похоронен в капелле гильдии мастеров-мраморщиков и скульпторов церкви Сан-Франческо д’Ассизи в Палермо под названием «Санти-Куаттро-Коронати» (Четырёх коронованных святых" — согласно легенде, каменщиков, замученных за отказ лепить статуи языческих богов, — своеобразная эмблема цеха резчиков по камню и дереву, а также название многих базилик и капелл в Италии).

## Творчество
Художник прибыл в Палермо в 1459 году, где открыл мастерскую, которую после его смерти перенял его сын Антонелло. Он внёс большой вклад в распространение художественного языка эпохи Возрождения на Сицилии и получил почётное прозвание «Мастер-мраморщик Доменико» (Mastru Duminicu marmuraru). Вместе с сыновьями Антонелло и Антонио мастер заметно повлиял на декоративную составляющую архитектуры острова, создавая скульптуры для множества сооружений. Одной из наиболее значимых работ Гаджини стало оформление интерьера Кафедрального собора Палермо. Он создал скульптуры и рельефные панели хора, а также большое количество небольших отдельно стоящих фигур.
Около 1457 года он был в Неаполе, где его личность обогатилась благодаря нововведениям, распространяемым Франческо Лаураной. Гаджини участвовал в одном из творений, открывших эпоху Возрождения в Южной Италии — создании скульптур Арки Альфонсо V Арагонского замка Кастель-Нуово в Неаполе (1457—1458). Из них наиболее известна аллегорическая статуя Умеренности. Также в Кастель-Нуово ему приписывают двустороннюю дверь, входные ворота в Зал баронов и статую Мадонны в капелле Санта-Барбара.

## Галерея

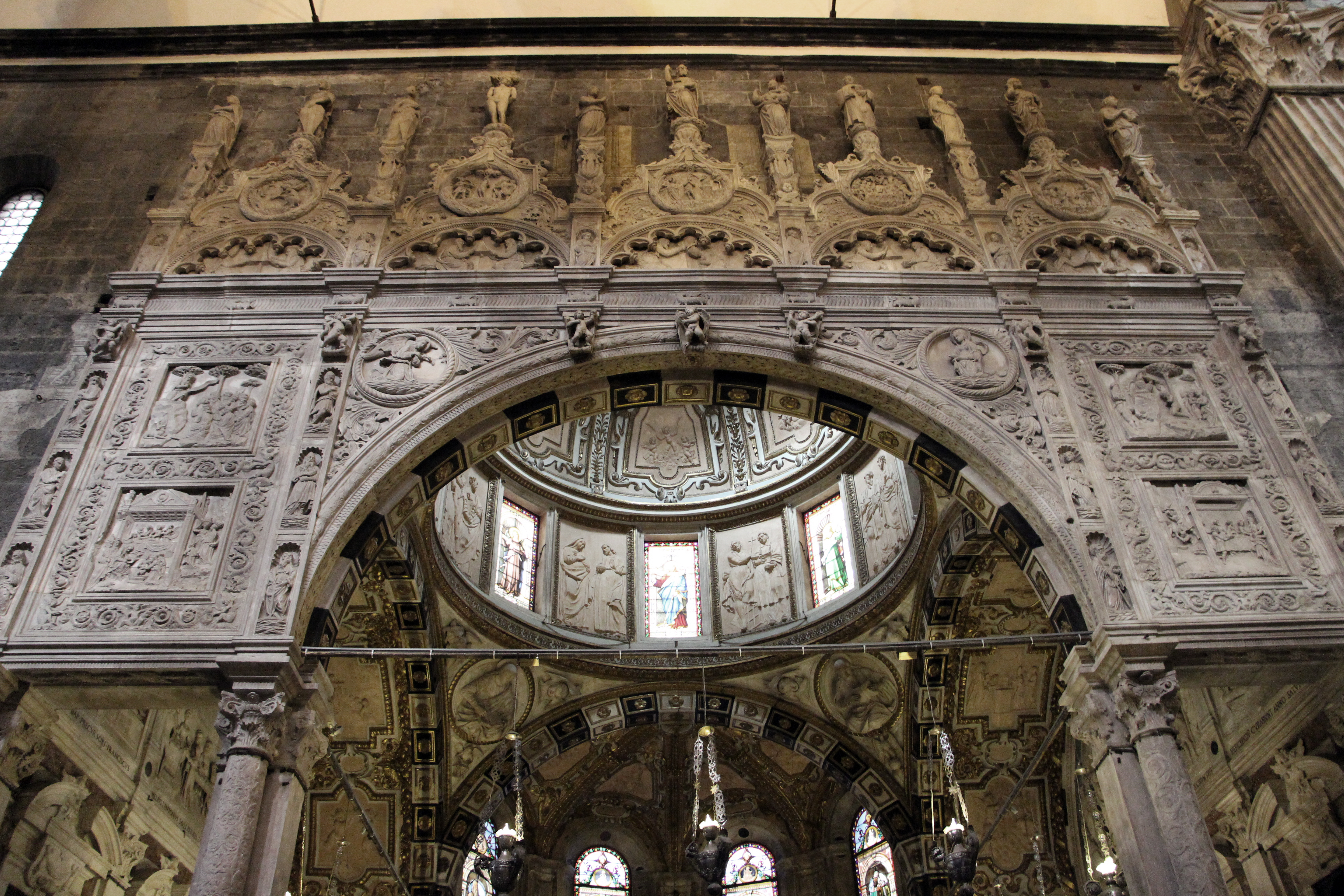
Капелла Св. Иоанна Крестителя собора Сан-Лоренцо в Генуе. Арка. Между 1450 и 1465
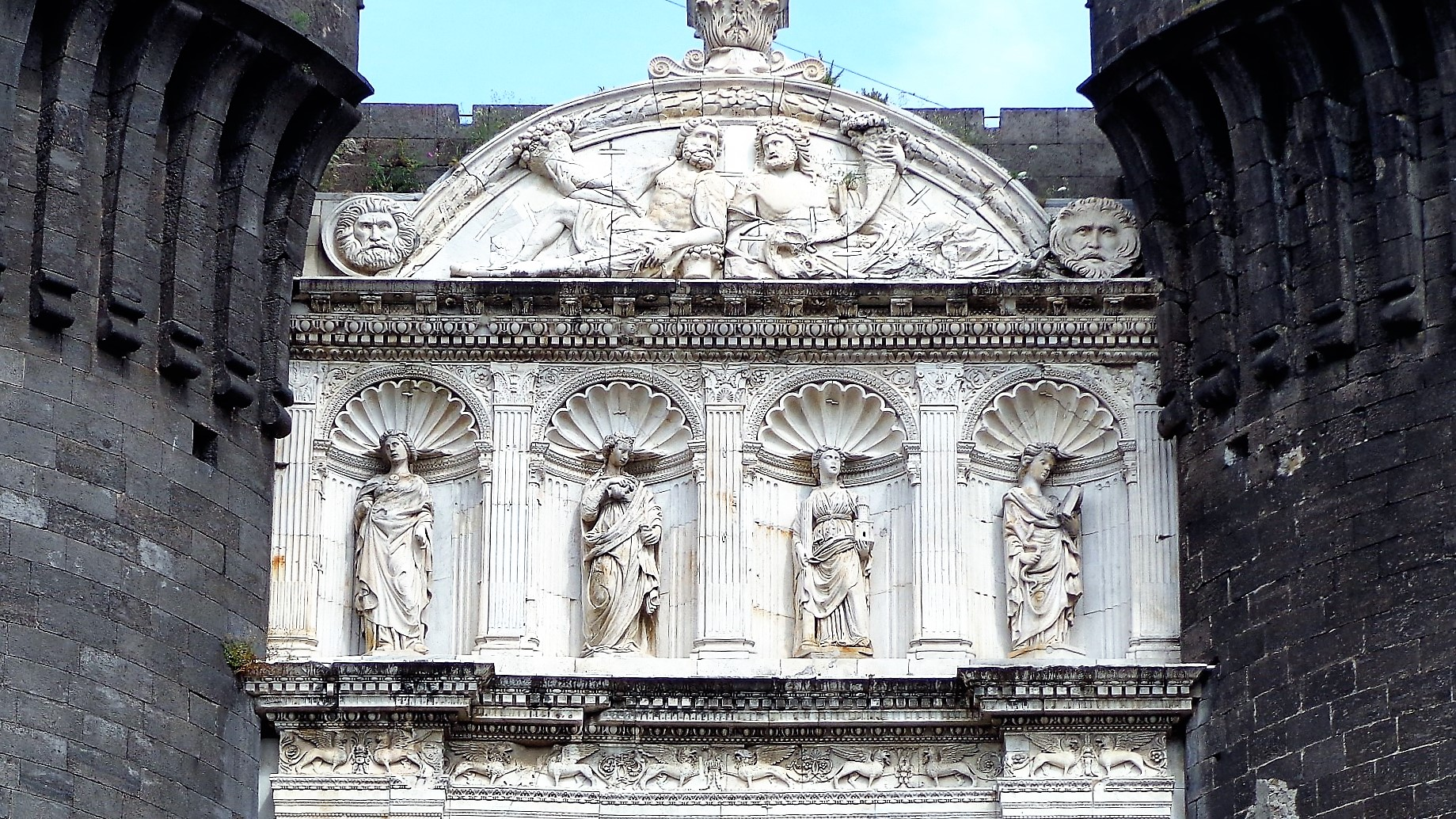
Скульптуры Триумфальной арки Кастель-Нуово в Неаполе. 1457—1458
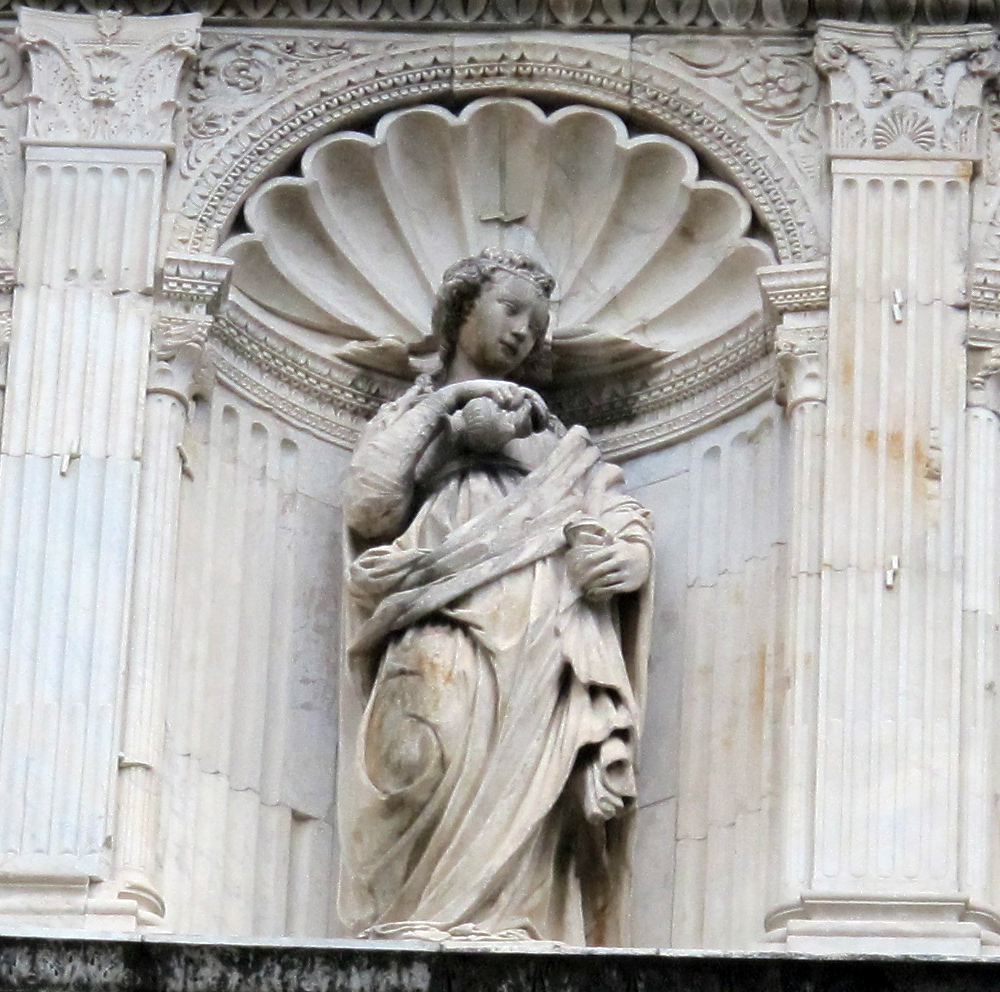
Аллегория Умеренности. Скульптура Триумфальной арки
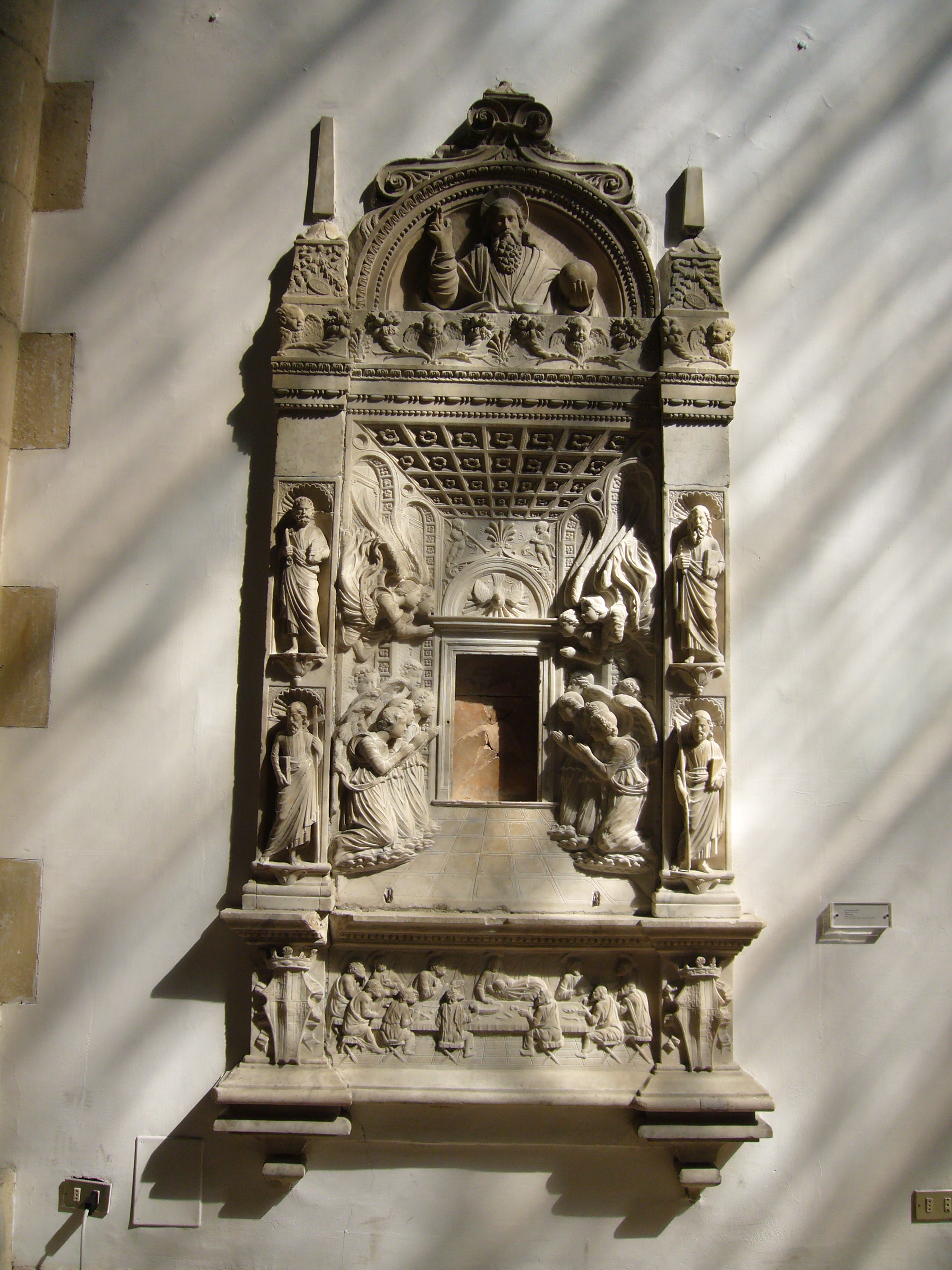
Табернакль. Дворцовая капелла, Кастель-Нуово, Неаполь
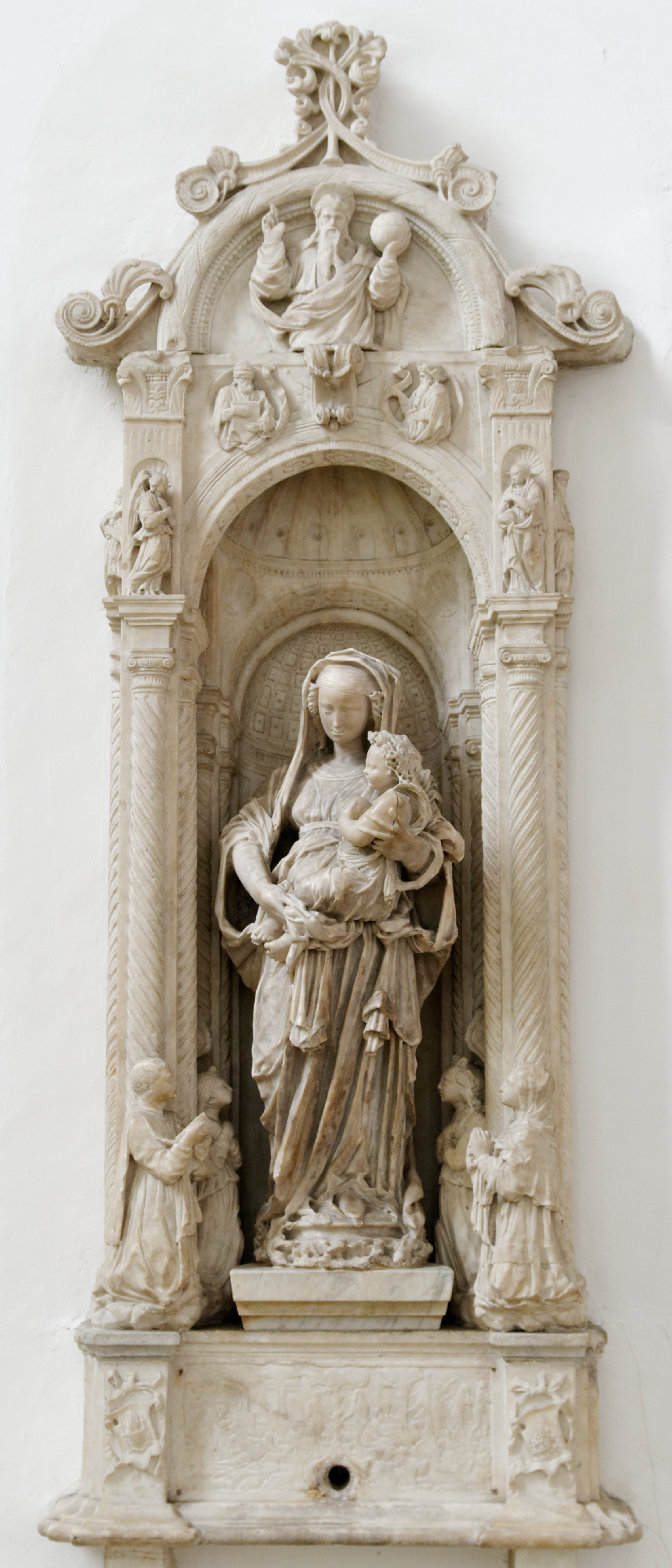
Табернакль. Дворцовая капелла, Кастель-Нуово, Неаполь
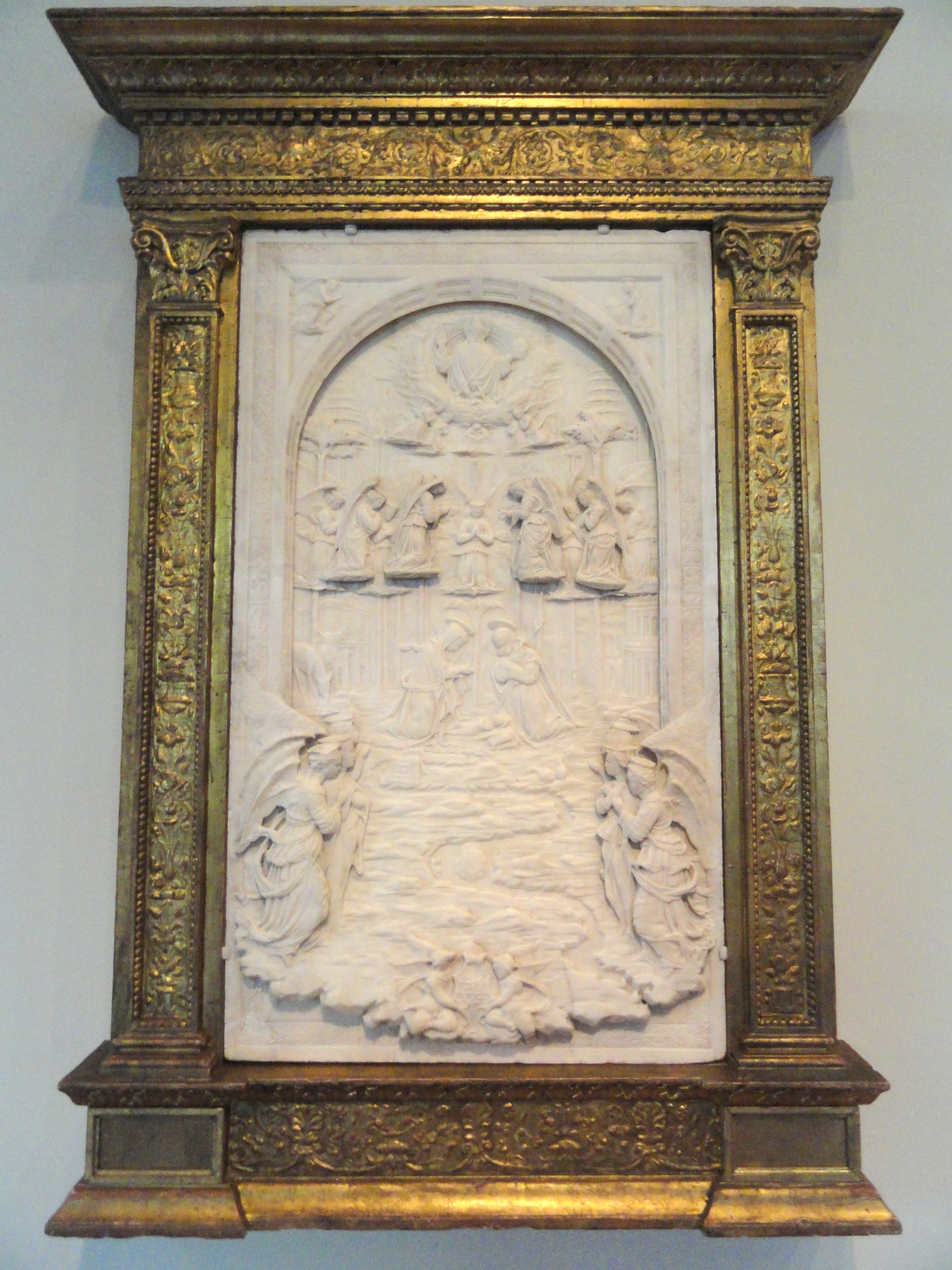
Рождество. Ок. 1460. Мрамор. Национальная галерея искусства, Вашингтон
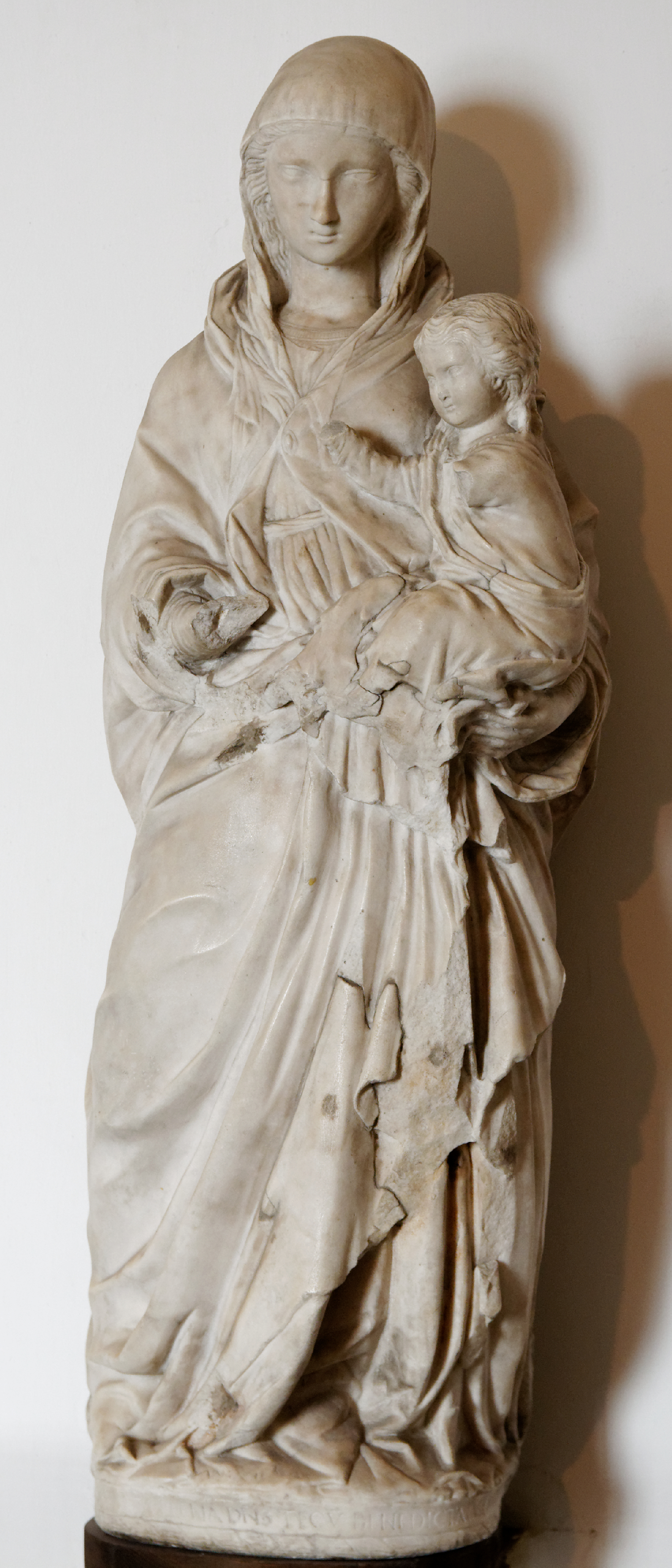
Мадонна с Младенцем Аннунциата. Дворцовая капелла, Кастель-Нуово, Неаполь
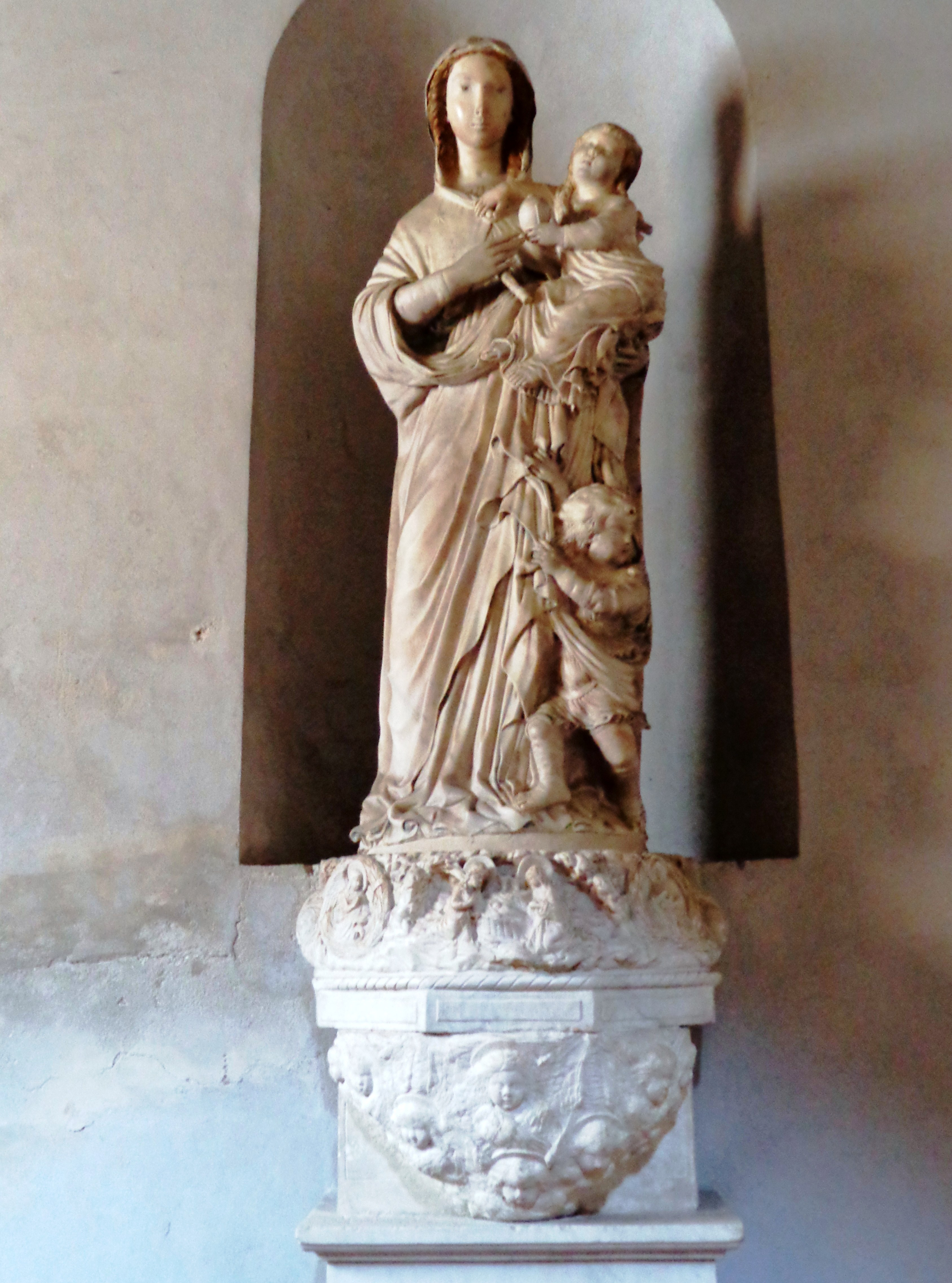
Мадонна с Младенцем и Святым Иоанном. Церковь Святого Франциска Ассизского, Палермо